# Huy chương Hermann Kesten
Huy chương Hermann Kesten (tiếng Đức: Hermann-Kesten-Medaille) - đặt theo tên Hermann Kesten (1900–1996, chủ tịch danh dự của Trung tâm Văn bút Đức) -  là một giải thưởng của "Trung tâm Văn bút Liên bang Đức" dành cho những nỗ lực nhằm hỗ trợ cho các nhà văn bị truy hại, theo những nguyên tắc của Hiến chương International P.E.N. (Văn Bút quốc tế).
Năm 1985, Trung tâm Văn bút Cộng hòa Liên bang Đức đã trao Huy chương Hermann Kesten lần đầu tiên.
Cho tới năm 1993, Huy chương Hermann Kesten được trao mỗi 2 năm. Từ năm 1994 Huy chương này được trao hàng năm.
Từ năm 2000, "Bộ Khoa học và Nghệ thuật" bang Hessen đã tặng thêm một khoản tiền thưởng 10.000 Euro kèm theo huy chương này.

## Những người đoạt Huy chương
- 1985 Giám mục Helmut Frentz
- 1987 Kathleen von Simson
- 1989 Angelika Mechtel
- 1991 Christa Bremer
- 1993 Johannes Mario Simmel
- 1994 Carola Stern
- 1995 Günter Grass
- 1996 Victor Pfaff
- 1997 SAID
- 1998 Hermann Schulz
- 1999 Alexander Tkatshenko
- 2000 Nenad Popovic
- 2001 Harold Pinter
- 2002 Sumaya Farhat Naser và Gila Svirsky
- 2003 Anna Politkovskaya
- 2004 Bunt statt Braun
- 2005 Journaliste en danger[1]
- 2006 Leonie Ossowski
- 2007 Hrant Dink
- 2008 Memorial (Nga)
- 2009 Baltasar Garzón
- 2010 Lưu Hiểu Ba
- 2011: Mohamed Hashem  (chủ nhà xuất bản người Ai Cập và thành viên phong trào Kifaja)